# Ганнібал фон Люттіхау
Ганнібал  Зігфрід Вольфф Курт фон Люттіхау ауф Беренштайн (нім. Hannibal Siegfried Wolff Curt von Lüttichau auf Bärenstein; 2 лютого 1915, Дрезден — 29 січня 2002, Бонн) — німецький офіцер і підприємець, майор вермахту. Кавалер Лицарського хреста Залізного хреста.

## Біографія

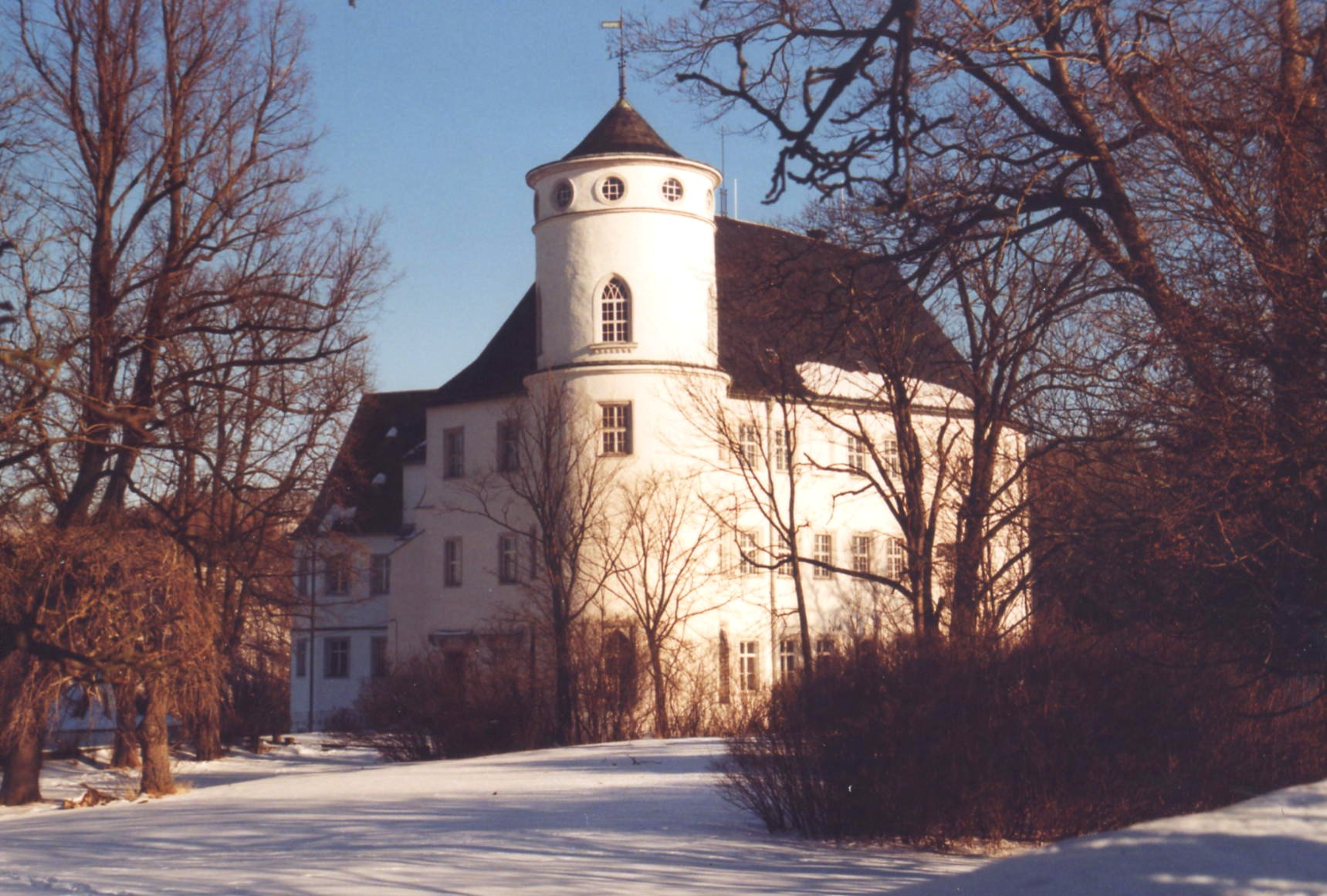
Замок Беренштайн — сімейний маєток Люттіхау в 1816–1945 роках.

Представник давнього мейсенського знатного роду. Син Зігфріда Ганнібала Еріха Курта фон Люттіхау і його дружини-американки Маргарет Палмер, уродженої Сауттер, овдовілої баронеси фон Зальца унд Ліхтенау. Від першого шлюбу матері в Ганнібала були єдинокровні брат і 2 сестри.
В 1934 році вступив в рейхсвер. Під час Другої світової війни служив у 31-му танковому полку 5-ї танкової дивізії. Учасник Французької кампанії і Німецько-радянської війни. В лютому-липні 1943 року вів танкові курси «Тигра» в Падерборні, після чого до жовтня очолював 509-й важкий танковий дивізіон. Згодом очолив 2-й танковий дивізіон 2-го танкового полку 16-ї танкової дивізії. В січні 1945 року відмовився виконати наказ Генріха Гіммлера піти в наступ, посилаючись на нестачу пального і боєприпасів. Гіммлер наказав арештувати Люттіхау, проте високі нагороди врятували його від суду. Кінець війни зустрів у лазареті в Тегернзе, де одужував від операції на мозок, в ході якої були видалені уламки американської гранати. Люттіхау переконав командира 17-ї танково-гренадерської дивізії СС оберфюрера СС Георга Бохманна припинити вогонь і покинути місто, після чого пішов на американський командний пункт в Гмунді і попросив припинити артобстріли Тегернза, оскільки в місті залишились лише беззбройні поранені солдати і цивільні, а на підтвердження своїх слів провів американців в місто.
Після війни разом з сім'єю жив у ФРН, оскільки родовий замок Беренштайн знаходився в радянській зоні окупації. Люттіхау став фермером і керівником лісового господарства, згодом — підприємцем. В 1958 році вступив у саксонський відділ ордену Святого Йоанна. З 1959 року — члени президіуму Німецької асоціації замків, в 1971-86 роках — президент асоціації.

## Сім'я
Одружився з Ангелікою фон Ганіль 17 (державна реєстрація) і 18 (церковний обряд) вересня 1943 року. В пари народились 4 сини.

## Нагороди
- Медаль «За вислугу років у Вермахті» 4-го класу (4 роки)
- Медаль «У пам'ять 13 березня 1938 року»
- Медаль «У пам'ять 1 жовтня 1938»
- Залізний хрест 2-го і 1-го класу
- Нагрудний знак «За танкову атаку»
- Нагрудний знак «За поранення» в золоті
- Німецький хрест в золоті (18 травня 1942)
- Лицарський хрест Залізного хреста (16 січня 1945)
- Орден Святого Йоанна (Бранденбург), лицар справедливості
- Орден «За заслуги перед Федеративною Республікою Німеччина», кавалерський хрест (1980) — за заслуги у відновленні німецьких замків.